# Бернд Шторк
Бернд Шторк (Херне, 25. јануар 1963) Немачки фудбалер, тренер. У периоду од јула 2015. до октобра 2017. био је савезни селектор репрезентације Мађарске у фудбалу. Тренутно је главни тренер румунског прволигаша Сепси ОСК.

## Каријера

### Играч
У немачкој Бундеслиги је дебитовао у сезони 1981/82 са Бохумом. Године 1983. Шторк је прешао у Борусију Дортмунд, где је бранио боје клуба у наредних 6 година. Његово највеће достигнуће је Куп Немачке 1989. године. Укупно је одиграо 171 меч за два клуба и постигао 8 голова.

### Тренер
По завршетку играчке каријере, Бернд Шторк је стекао тренерско образовање. Радио је као помоћни тренер у клубовима Бундеслиге - Херти, Штутгарту, Волфсбургу, Борусији Дортмунд, као и у Партизану из Београда.
Од јула 2008. године постао је главни тренер Алматија и омладинског тима Казахстана. Од октобра 2008. до јануара 2009. био је вршилац дужности селектора репрезентације Казахстана. Од 30. јануара 2009. постао је селектор репрезентације Казахстана. У октобру 2010. је отпуштен јер је тим изгубио четири меча на квалификационом турниру за Европско првенство.
У фебруару 2011. Шторк је постављен за главног тренера У19 репрезентације Казахстана. Постао је и главни тренер клуба Цесна. Септембра 2011. године престаје са радом у омладинском тиму из породичних разлога.
Од 2012. до 2014. радио је као тренер омладинских и младих селекција грчког Олимпијакоса.
У марту 2015. Сторк је предводио омладинску селекцију Мађарске..
20. јула 2015. године постављен је за селектора репрезентације Мађарске. Под вођством Бернда Шторка, репрезентација Мађарске се пласирала на Европско првенство 2016. године, пласиравши се на европски турнир први пут у 44 године. У марту 2016. објављено је да је Фудбалски савез Мађарске продужио Шторков уговор до Светског првенства 2018. године. После успешног наступа на Еуру 2016, репрезентација Мађарске није успела да се пласира на Светско првенство 2018, а Шторк је поднео оставку.

## Достигнућа

### Играч
Борусија Дортмунд
- Куп Немачке у фудбалу: 
  -  победник: 1988/89.

### Тренер
Алма Ата
- Куп Казахстана у фудбалу: 
  -  финалиста: 2008.

 Мађарска У20
- СП осмина финала: 2015.

 Мађарска
- ЕП осмина финала: 2016.